# NEN-EN 15038
EN 15038 is sinds 2006 het Europese kwaliteitskeurmerk voor vertaalbureaus en vervangt daarmee alle nationale normen op dit gebied. De kwaliteitsstandaard is een initiatief van het Europese normalisatie-instituut CEN en de Europese vereniging van vertaalbureaus EUATC. De norm stelt vertaalbureaus in staat de kwaliteit van hun dienstverlening te laten certificeren door een onafhankelijke controle-instantie. Hij wordt inmiddels door steeds meer landen geaccepteerd en de Europese Unie gebruikt de norm als maatstaf in de specificaties van zijn aanbestedingen. De norm is door NEN vertaald en overgenomen als Nederlandse norm (NEN-EN 15038). Audit en certificatie wordt onder andere verzorgd door het certificatie-instituut Kiwa Nederland B.V.

## Achtergrond
Vóór 2006 hanteerden vertaalbureaus de norm ISO 9001, een internationale norm voor kwaliteitsmanagementsystemen die niet specifiek is toegespitst op de vertaalsector. ISO 9001 formuleert dan ook geen inhoudelijke en specifieke criteria ten aanzien van het vertaalproces - de kernactiviteit van een vertaalbureau. Een breder probleem met ISO 9001 is dat het niet per definitie een kwaliteitsgarantie voor de geleverde diensten biedt. Het stelt slechts dat een organisatie op een vooraf afgesproken en gestructureerde manier aan kwaliteitsmanagement doet.
Er is in Europa reeds eerder een aantal initiatieven ondernomen om tot een universele kwaliteitsstandaard te komen. Enkele voorbeelden zijn de Italiaanse standaard UNI 10574, de Oostenrijkse standaarden Önorm D 1200 en Önorm D 1201, het Nederlandse Taalmerk en de Duitse DIN 2345.
In 1999 erkende de EUATC (European Union of Associations of Translation Companies, Europese vereniging van vertaalbureaus) de behoefte aan een kwaliteitsstandaard voor de vertaalindustrie. Dit initiatief bouwde voort op voorgaande standaarden die door enkele nationale verenigingen van vertaalbureaus reeds waren gevestigd. De standaard van de EUATC was het eerste initiatief waarbij geheel Europa betrokken was. In 2003 bracht de EUATC de standaard op een hoger plan – de vereniging ging in april 2003 een samenwerkingsverband aan met CEN, het Europese normalisatie-instituut, met als doel een certificeerbare kwaliteitsstandaard voor vertaaldiensten in te stellen. De openbare raadpleging begon in september 2004 en EN 15038 werd in mei 2006 gepubliceerd.
De EUATC bestaat uit nationale verenigingen van vertaalbureaus uit geheel Europa. Deze nationale verenigingen hebben de standaard in hun eigen taal vertaald en werken samen met hun nationale normalisatielichamen voor de publicatie en certificering door onafhankelijke controle-instanties. Slechts een kleine groep Europese vertaalbureaus, naar schatting minder dan 1%, is NEN 15038 gecertificeerd.

## Belangrijkste bepalingen van NEN-EN 15038
In NEN 15038 wordt aangegeven aan welke specifieke eisen aanbieders van vertaaldiensten moeten voldoen met betrekking tot de inzet van mensen en middelen, kwaliteitszorg, managementsysteem, contractueel kader en dienstverlening. De in de norm gestelde eisen gelden voor interne bedrijfsprocessen van vertaalbureaus en voor de kwalificatie van vertalers en correctoren. Zodoende worden alle stappen binnen de bedrijfsvoering van een vertaalbureau en binnen het vertaalproces transparant en controleerbaar.
In de norm zijn de volgende onderdelen gedefinieerd:
- Basisvereisten op het gebied van human resources en vertaalprocessen
- Relatie tussen de klant en de aanbieder van vertaaldiensten
- Procedures voor vertaaldiensten

De aanhangsels leveren aanvullende informatie over projectadministratie, het technische voorvertalingsproces, brontekstanalyse, stijlgidsen en een niet uitputtende lijst van diensten met toegevoegde waarde.
In de sectie "Basisvereisten human resources en vertaalprocessen" worden de vereiste competenties van vertalers en andere betrokkenen bij een project uiteengezet. Daarnaast worden er eisen gesteld aan de gebruikte technologieën (bijvoorbeeld vertaaltools) en communicatiemiddelen (e-mail, telefoon, fax, etc.) Tot slot wordt gesteld dat een goed gedocumenteerd kwaliteitsmanagementsysteem onontbeerlijk is.
De sectie "Relatie tussen de klant en aanbieder van vertaaldiensten" bevat het stappenplan van genoemde relatie:
- Verzoek en haalbaarheid
- Offerte
- Overeenkomst tussen klant en aanbieder van vertaaldiensten
- Verwerking van projectgerelateerde klantinformatie
- Afhandeling van het project

De "Procedures voor vertaaldiensten" kunnen weer in drie subsecties worden opgedeeld: Projectmanagement, Voorbereiding en Vertaling.
In de norm wordt gesteld dat de aanbieder van vertaaldiensten over gedocumenteerde procedures moet beschikken omtrent de behandeling van vertaalprojecten, het contact met de klant, kwaliteitscontrole en de naleving van de overeenkomst tussen de klant en de aanbieder van vertaaldiensten.
De sectie "Voorbereiding" handelt over projectregistratie, projecttoewijzing, technische hulpmiddelen, het voorvertalingsproces, brontekstanalyse, terminologiebeheer en het aanleggen van stijlgidsen. Op het gebied van "Vertaling" zijn de volgende stappen gedefinieerd: vertaling, controle, revisie, proeflezen en laatste verificatie.

## Certificatie door Kiwa Nederland B.V.
Tijdens de audit worden de schriftelijk vastgelegde processen en procedures van het kwaliteitshandboek van het vertaalbureau door een auditor/certificatiedeskundige beoordeeld. Tevens worden de medewerkers en het werk getoetst aan de hand van de in NEN-EN 15038 gestelde eisen en worden de kwalificaties van de voor het vertaalbureau werkzame vertalers gecontroleerd. Een positieve beoordeling resulteert in een erkenningscertificaat. Op de website van Kiwa Nederland B.V. (www.kiwa.nl) kan het certificaat gevalideerd worden.

## Herziening in 2012
Eind 2011 is door de internationale normalisatie-organisatie ISO het initiatief genomen om de Europese norm EN 15038 te herzien en in lijn te brengen met normen in niet-Europese landen. Dit traject gaat in 2012 van start. Vanuit Nederland wordt door vertaalbureaus, opleiders en beroepsverenigingen deelgenomen aan de herziening. Dit wordt georganiseerd door NEN.

## Nationale normen
EN 15038 wordt als onderstaande nationale normen gepubliceerd:
- PKN EN 15038 Polen
- BS EN 15038 Groot-Brittannië
- DIN EN 15038 Duitsland
- NF X50-670 Frankrijk
- OENORM EN 15038 Oostenrijk
- SN EN 15038 Zwitserland
- SFS EN 15038 Finland
- UNI EN 15038 Italië
- EVS-EN 13038 Estland
- MSZ EN 15038 Hongarije